# 謝華安
謝 華安（しゃ かあん、1941年8月16日 - ）は、中華人民共和国の農学者。福建省竜岩県適中鎮出身。ハイブリッド米の研究で知られている。第八期、第十一期全国人民代表大会代表。第九期、第十期中国人民政治協商会議全国委員会委員。

## 経歴
1941年8月16日、福建省竜岩県適中鎮で生まれる。1959年に竜岩県農業学校卒業と同時に永安大陶農業中学の教職員となった。1964年、永安農業職業中学校に生物授業を担当した。1972年の冬、五七幹部学校から福建三明市農業科学研究所に転入した。謝華安は福建省三明地区の南繁領導小組の組長として海南省に派遣され、ハイブリッド米に参加して水稲の育種生活を始めた。1980年の冬、謝華安は抗疫病性が強く、回復力が強く、配合力が高い株系「明恢63」を育成した。1981年、謝華安チームは「明恢63」と不妊系「珍汕97A」を使って交配し、「汕優63」を育成した。その後、謝華安は相次いで「明恢86」「航1号」などの回復系と「Ⅱ航優1号」「Ⅱ航優2号」「汕優77」「Ⅱ優明86」「宜優673」などの優良品種を選んだ。1996年から2006年まで福建省農業科学院の院長を務めている。2008年、彼は北京オリンピックの聖火ランナーを務めた。2016年6月12日、国家農業転基因生物安全委員会の成員を担当する。

## 栄典
- 2007、中国科学院院士。